# Cleopatra Stratan
Cleopatra Stratan (ur. 6 października 2002 w Kiszyniowie) – mołdawska wokalistka. Jest jedną z najmłodszych osób, które osiągnęły komercyjny sukces jako piosenkarz.

## Kariera

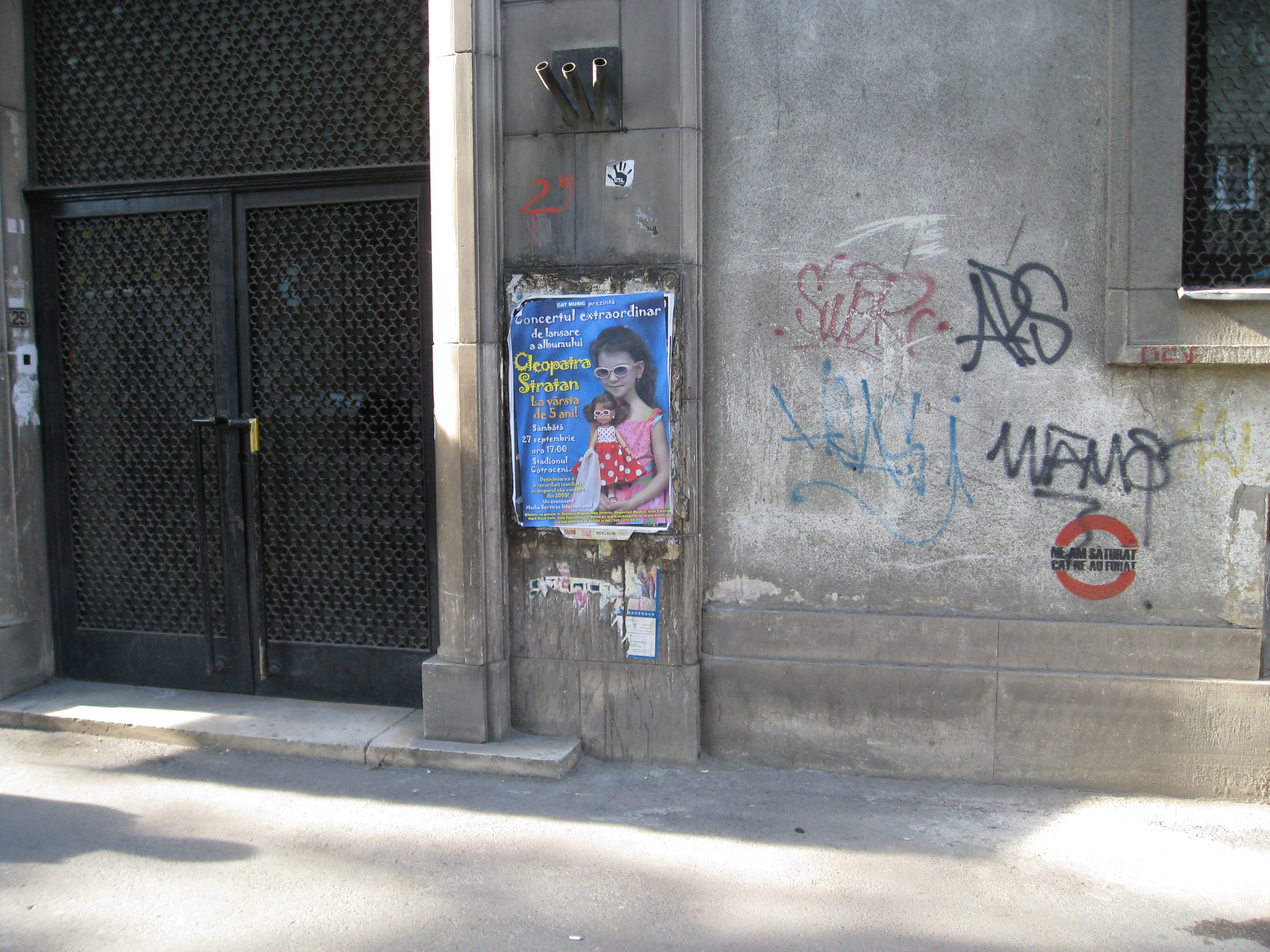
Plakat reklamujący koncert promocyjny płyty La vârsta de 5 ani 27 września 2008 w Bukareszcie na stadionie Cotroceni

W 2006 ojciec Cleopatry, Pavel Stratan (mołdawsko-rumuński piosenkarz), dokonał w swoim studiu nagraniowym rejestracji jej pierwszej piosenki Ghiță. Wykonanie okazało się na tyle dobre, że wkrótce utwór stał się przebojem rumuńskich rozgłośni radiowych i stacji telewizyjnych. 10 maja 2007 Cleopatra otrzymała za nią nagrodę MTV Music Awards Romania w kategorii piosenka roku. W tym samym konkursie była nominowana również w dwóch innych kategoriach – najlepszy album (La vârsta de 3 ani) i debiutant roku, w której również zwyciężyła. Jest najmłodszym laureatem tych nagród na świecie.
Latem 2006 wytwórnia Cat Music wydała pierwszy długogrający album Cleopatry Stratan pod tytułem La vârsta de trei ani (W wieku trzech lat). Ukazała się na nim, oprócz przeboju Ghiță, piosenka Număr pân’ la unu, która także odniosła sukces na listach przebojów. Album został nagrodzony podwójną platynową płytą za sprzedaż w Rumunii ponad 40 000 egz., a niedługo po tym potrójną diamentową płytą za sprzedaż ponad 150 000 egz.
20 sierpnia 2006 dała dwugodzinny koncert w Bukareszcie, podczas którego zaśpiewała 28 piosenek. Koncert ten został uznany za rekord światowy przez World Record Academy.
Podobnych rekordów z udziałem Cleopatry zarejestrowano jeszcze 5. W grudniu 2006 ojciec Cleopatry zapowiedział, że do czasu wydania następnego albumu nie będzie ona występować publicznie.
Latem 2007 za koncert na żywo w Bacău otrzymała honorarium w wysokości 10 000 EUR – najwyższe, jakie wtedy otrzymał rumuński artysta. 25 grudnia 2007 w Piatra Neamț wystąpiła w świątecznym koncercie z tylko jednym utworem, za co dostała rekordowe honorarium – 10 000 EUR.
25 września 2008 odbyła się premiera kolejnego albumu La vârsta de 5 ani.
Swoim imieniem firmuje franczyzową sieć sklepów papierniczych dla dzieci Cleopatra Creativ.

## Dyskografia

### Albumy studyjne
- La vârsta de 3 ani (2006)
- La vârsta de 5 ani (2008)
- Colinde magice (2009)
- Melodii pentru copii (2012)

### Single
- Ghiță (2006)
- Mos Crăciun (2011)

## Ważniejsze nagrody

### Nagrody MTV Rumunia
- 2007 – zwycięzca w kategorii piosenka roku (za piosenkę Ghiță)
- 2007 – zwycięzca w kategorii debiut roku
- 2007 – nominacja w kategorii najlepszy album (za album La vârsta de 3 ani)[4]

### Nagrody przemysłu fonograficznego
- 2006 – podwójna platynowa płyta za album La vârsta de 3 ani
- 2006 – potrójna diamentowa płyta za album La vârsta de 3 ani

### World Record Academy
- najmłodszy wykonawca muzyczny, który wydał własny album
- najmłodszy piosenkarz, który utrzymywał się przez 6 tygodni na pierwszym miejscu listy przebojów
- najmłodszy artysta, który otrzymał honorarium w wysokości 10 000 EUR za wykonanie jednego utworu
- najmłodszy artysta, który otrzymał 3 nagrody MTV[4]
- najmłodszy artysta, który wystąpił przed publicznością przez 2 godziny
- najmłodszy artysta, którego przebój odniósł sukces na szczycie listy przebojów